# Saint-Laurent-Blangy

Saint-Laurent-Blangy este o comună în departamentul Pas-de-Calais, Franța. În 1 ianuarie 2022 avea o populație de 6.492 de locuitori.